# Toxorhina (Ceratocheilus) danieleae
Toxorhina (Ceratocheilus) danieleae is een tweevleugelige uit de familie steltmuggen (Limoniidae). De soort komt voor in het Afrotropisch gebied.